# جاستن ماك أوليف
جاستن ماك أوليف (بالإنجليزية: Justin McAuliffe)‏ هو مسير أعمال أمريكي، ولد في 7 أكتوبر 1987 في نيويورك في الولايات المتحدة.